# Gia Paloma
Gia Paloma (California; 27 de junio de 1984) es el nombre artístico de Karen Christine Catanzaro, una actriz y directora pornográfica estadounidense.

## Biografía
Gia fue al colegio en Walnut, California y más tarde se cambió a un instituto especializado en artes visuales en el área de Los Ángeles, donde terminó sus estudios secundarios. Más tarde, en 2002 comenzó a estudiar sociología en la universidad de Fullerton, California, estudios que acabaría dejando poco tiempo después tras comenzar a trabajar en la industria del porno.
Gia comenzó a rodar películas porno en octubre de 2003, a los 19 años, y no mucho tiempo después comenzó a convertirse en un gran nombre dentro del género gonzo en la industria XXX. Además Gia afirma que realizar ese tipo de escenas le fascina y que es su preferencia sexual tanto delante de la cámara como en su vida personal y su intención es asombrar y dejar boquiabierto al mundo con sus extremas prácticas sexuales[cita requerida]. Se autodeclara fan del Marqués de Sade y de Rob Zombie, de las películas de horror, amante de lo oscuro, lo perverso y del arte[cita requerida].
Gia además de actriz porno es maquilladora profesional. A pesar de haberse convertido en una estrella del género gonzo poco tiempo después de comenzar su carrera, en 2005 cambió su look: se tiñó el pelo de rubio, mejoró su figura y se sometió a una operación de aumento de pecho pasando de una talla 90 natural con la que había estado trabajando hasta entonces a una enorme delantera de la talla 100. Tras su cambio de look el éxito de Gia aumentó aún más[cita requerida], además de seguir en alza en la actualidad, y en mayo de 2005 firmó un contrato exclusivo con la productora Extreme 2.0 que finalizó en mayo de 2006. Ha trabajado como directora de películas gonzo en dos ocasiones y en la actualidad está trabajando como directora de películas feature.
Su nombre de actriz porno lo escogió por la película Gia, protagonizada por Angelina Jolie y Paloma por la palabra paloma en español.[cita requerida]

## Premios
- 2004: Premio CAVR Golden Gape a la mejor actriz porno del año
- 2005: Premios AVN a la mejor escena lésbica - por la película The Violation Of Audrey Hollander
- 2005: Premio XRCO a la mejor escena lésbica